# بيير سولاج
بيير سولاج (24 ديسمبر 1919 - 26 أكتوبر 2022)، هو رسام ونحات فرنسي. في عام 2014 وصفه الرئيس فرانسوا هولاند بأنه «أعظم فنان على قيد الحياة في العالم».